# LAGOON BREWERY
LAGOON BREWERY は、新潟県新潟市北区前新田に本社および工場を置くLAGOON BREWERY合同会社（ラグーンブリュワリー）が運営する酒類醸造所である。

## 概要
LAGOON BREWERYは新潟県北部の福島潟に位置し、雄大な五頭連峰を望む「21世紀に残したい日本の自然百選」「日本の重要湿地500」などに選ばれており、白鳥や国の天然記念物であり旧豊栄市の鳥でもあるオオヒシクイなども飛来する自然豊かな湖畔の一角地にある。酒造界では日本酒造りの新規参入が許されない時期が長く続いていたが、国は酒税法を改正し2021年（令和3年）4月より、規制緩和による条件付きでの新規の日本酒の製造免許が取得できることになった「輸出用酒類製造免許制度」である。海外への輸出用の日本酒に限るとゆう酒造りである。
新たな輸出用酒類製造免許制度が転機となり、酒蔵を起業とする決心をしたのが新潟の田中洋介である。田中は1979年（昭和54年）千葉県に生まれ、東京の広告会社に勤務後、新潟県のNSGグループ（New Sustainable Growth Group）に転職し、2年間シンガポールの「アルビレックス新潟シンガポール」へ出向し、2012年（平成24年）に退職した。その後の2012年、新潟の老舗酒蔵の今代司酒造株式会社（創立1951年（昭和26年））に入社、2014年（平成26年）に代表に就任した。
2021年（令和3年）8月、10年間勤めた代表取締役社長・田中洋介は今代司酒造を退社し、酒造会社「LAGOON BREWERY合同会社」を創業した。2021年末、醸造酒類の清酒・果実酒・ビールなどを除いた酒、どぶろくや米以外の副原料を主な発酵原料として、国内向けには「その他の醸造酒」を、海外向けには「SAKE（清酒）」を製造・販売を開始した。「その他の醸造酒」は、副原料の遊びがあり、例えばビールに使われるホップを使うことも可能で、ビールと日本酒の良いところを取り入れた酒など、新しい酒造りができる。
醸造所に決めた場所は、田中のお気に入りスポットである福島潟にドライブした時、元飲食店だった空き家の日本家屋を見つけ、醸造所にふさわしい場所と決めた。また、酒蔵には飲食スペースとしてカフェの営業を予定しており、酒類の試飲やコーヒーや酒粕を使用したスイーツなど、酒の魅力を存分に味わえる空間を検討している。カフェは酒造の雰囲気が体感できる、日本酒の魅力を存分に味わえる空間の実現を目指している。杜氏は尾﨑雅博に依頼した、尾﨑は親しく交流していた間柄で新潟市北区の酒蔵「越後伝衛門」の杜氏だったが、当時は酒蔵を無期限休業することを発表していたのである。
酒米は地元の自然栽培米の「亀の尾」を使用している。どぶろくのほか、日本酒の醪のに地元産トマトの果汁を入れた酒、米麹の一部を焙煎し黒ビールの製法で造った酒、100%の麹で造った酒などを国内向けに提供していく予定である。
LAGOON BREWERYは、輸出用のSAKEの取引先として、北米、ヨーロッパ、アジアなどの13カ国と契約を結んでいる。3月には醸造所と併設のカフェをプレオープンし、4月にはクランドオープンする予定である。また、2月28日までの間、クラウドファンディングを行っている。酒蔵の隣接にカフェを併設し、酒や酒かすを使ったスイーツ、酒かすを混ぜたスムージーやコーヒーなどを出そうと思っている。
「LAGOON BREWERY」の由来
新潟県には信濃川があり海も近い、潟には渡り鳥がやってきて飛び立っていく、生命の多様性が育まれる所である。この場所で多様な酒を造り、内外に羽ばたいていくイメージから「潟の酒造」ということから、「LAGOON（潟） BREWERY」であると決めた。また、「翔空（しょうくう）」のブランド名で製造販売する。
輸出用酒類製造免許制度
日本国内の日本酒消費量は年々減少傾向だが、その一方、海外での日本食ブームによる日本酒人気は年々増加傾向にある。また、日本酒の供給過多や酒蔵の保護など考慮して、新たな酒類製造免許を許してこなかった。しかし、日本酒の海外人気を見過ごすのはと、輸出向けの日本酒に限っての清酒製造免許を与える制度を設け、2021年（令和3年）度の税制改正で「輸出用清酒製造免許制度」が発足し、2021年4月1日より免許の申請受付けがスタートされた。

## 沿革
- 2021年（令和3年）
  - 3月 - LAGOON BREWERY Inc.設立
  - 7月 - 輸出用の清酒製造免許を申請[3]
  - 8月 - 田中洋介老舗酒蔵・今代司酒造株式会社社長を退任[3]
  - 11月 - 輸出用の清酒製造免許交付[3]
  - 12月末 - 試験醸造開始[3]
- 2022年（令和4年）
  - 1月末 - 瓶詰めを実施[3]
  - 2月 - 「翔空」の販売開始[2]
  - 4月 - LAGOON BREWERYグランドオープン[2]

## 商品
- 仕込み1号『翔空』どぶろく 自然栽培亀ノ尾
- 仕込み2号『翔空』どぶろく 特別栽培こしひかり
- 仕込み3号『翔空』全麹にごり 自然栽培亀ノ尾

## エピソード
- 田中洋介は大学時代、学友が酒屋の息子だったため、授業が終わり遊びに行っては美味しいお酒を振る舞ってもらった、その経験により日本酒好きになった[2]。広告会社に勤めてからも、酒にまつわるイベントを趣味で企画したりしていた[2]。

- 田中洋介が30代になり転職を考えていた時、新潟出身の同僚が「地元の酒蔵で人を探しているけど、興味あるんじゃない」と教えてくれた[2]。好きなことや興味があることを、日頃から周囲に言い行動して知っておいてもらうと、その後、情報をくれたりチャンスをくれる人が現れる[2]。

- 新潟のNSGグループが地元企業を経営支援していて、新潟の老舗酒蔵の今代司酒造株式会社も支援を受け事業責任者を探していた[2]。田中洋介はNSGグループの池田祥護を紹介してもらい、「酒の仕事があるんですか、私にやらせて下さい」と直訴した[2]。

- 酒造はオープンにして「この投資額でこの規模の酒造ができる」とゆうことが分かることで、若い世代の蔵人が「自分も酒蔵作ってみようか」とゆう夢を持つことができる[2]。

## 関連文献
- 『日本経済新聞』「日本酒新規参入「10カ国・地域と取引」今代司前社長」、2021年12月17日、2022年4月4日閲覧
- 『読売新聞』「小さな酒蔵 世界を狙う 輸出用免許が解禁 新規参入続々」2021年12月31日、2022年3月20日閲覧
- 『SAKETAIMES』「“マイクロ酒蔵モデル”で新規参入の波をつくる—新潟県の新たな醸造所「LAGOON BREWERY」田中洋介さんの決意」、2022年2月17日、2022年4月1日閲覧
- 『DIME』「日本酒業界で新規参入を果たしマイクロ酒蔵を創業、LAGOON BREWERY田中洋介さんが老舗酒造会社からの独立を選んだ理由」、小学館、2022年2月26日、2022年1月1日閲覧
- 『NEXT NIIGATA』「業界、若手、文化を育む「感激を誘う」酒造り」、ラグーンブリュワリー合同会社、2022年3月15日、2022年4月1日閲覧
- 『産経新聞』「ラグーン・ブリュワリー（新潟市北区） 新潟初の輸出専門 日本酒蔵」、2022年3月21日、2022年4月1日閲覧